# ژرژ مالکین
ژرژ مالکین (فرانسوی: Georges Malkine‎; ۱۰ اکتبر ۱۸۹۸ – ۲۲ مارس ۱۹۷۰) هنرمند، و نقاش سبک فراواقع‌گرایی اهل فرانسه بود.
از فیلم‌ها یا برنامه‌های تلویزیونی که وی در آن نقش داشته‌است می‌توان به راسپوتین اشاره کرد.